# POCO X3
POCO X3 — лінія смартфонів суббренда Xiaomi POCO, що відносяться до серії POCO X і є наступниками POCO X2. Модельний ряд складається з POCO X3, X3 NFC, X3 Pro та X3 GT. POCO X3 NFC отримав модуль NFC та продавався на глобальному ринку (в тому числі й в Україні). Звичайний POCO X3 продавався виключно на території Індії і не отримав модуля NFC, зате має більший об'єм акумулятора. POCO X3 Pro є покращеною версією X3 NFC, головною відмінністю якої є потужніший процесор. POCO X3 GT отримав інший корпус, на відміну від інших моделей лінійки, потужніший, ніж у X3 Pro процесор та швидшу зарядку.
POCO X3 NFC представлений 7 вересня 2020 року, X3 — 22 вересня того ж року, X3 Pro — 22 березня 2021 року разом з POCO F3, а X3 GT — 28 липня 2021 року.
В Китаї POCO X3 GT був представлений 26 травня того ж року разом з Redmi Note 10 5G під назвою Redmi Note 10 Pro (для того, аби не плутати з глобальним Redmi Note 10 Pro, також називають Redmi Note 10 Pro 5G).

## Дизайн

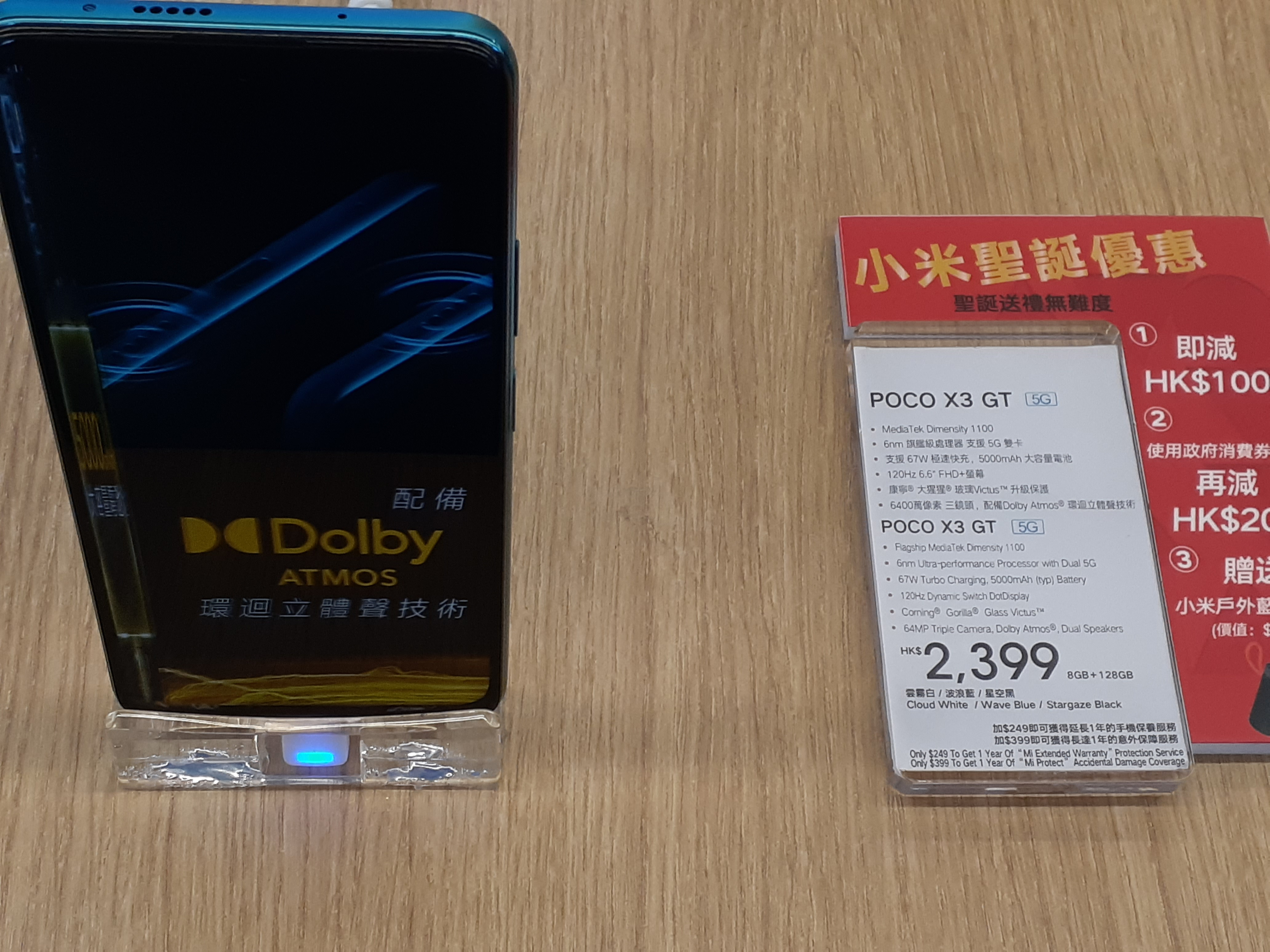
POCO X3 GT

Екран у POCO X3 та X3 NFC виконаний зі скла Corning Gorilla Glass 5, X3 Pro — Gorilla Glass 6, а в X3 GT — Gorilla Glass Victus. Корпус в усіх моделей виконаний з пластику. У POCO X3, X3 NFC та X3 GT пластик повністю глянцевий, а в X3 Pro глянцева тільки середня частина.
X3, X3 NFC та X3 Pro мають блок камери у формі обрізаного з обох боків круга. У X3 GT блок камери більш подібний до Redmi 10. 
Також в смартфонах присутній захист від бризок по стандарту IP53.
У POCO X3, X3 NFC та X3 Pro знизу знаходяться роз'єм USB-C, динамік, мікрофон та 3.5 мм аудіороз'єм. Зверху розташовані другий динамік, другий мікрофон та ІЧ-випромінювач. З лівого боку розміщений гібридний слот під 2 SIM-картки або 1 SIM-картку і карту пам'яті формату microSD до 256 ГБ у X3 та X3 NFC і до 1 ТБ у X3 Pro. З правого боку розміщені кнопки регулювання гучності та кнопка блокування смартфону, в яку вмонтований сканер відбитку пальця.
У POCO X3 GT та Redmi Note 10 Pro 5G знизу знаходяться роз'єм USB-C, динамік та мікрофон. Зверху розташовані другий динамік, другий мікрофон та ІЧ-випромінювач. З лівого боку розміщений слот під 2 SIM-картки. З правого боку розміщені кнопки регулювання гучності та кнопка блокування смартфону, в яку вмонтований сканер відбитку пальця.
POCO X3 та X3 NFC продавалися в кольорах Shadow Gray (темно-сірий) та Cobalt Blue (синій).
POCO X3 Pro продавався в 3 кольорах: Phantom Black (чорний), Frost Blue (синій) та Metal Bronze (біло-бронзовий).
POCO X3 GT продавався в 3 кольорах: Stargaze Black, (чорний з ефектом блискіток), Wave Blue (блакитний з ребристою текстурою) та Cloud White (білий з ребристою текстурою).

## Технічні характеристики

### Платформа
POCO X3 та X3 NFC отримали процесор середнього рівня Qualcomm Snapdragon 732G та графічний процесор Adreno 618.
POCO X3 Pro став першим смартфоном, що отримав процесор Qualcomm Snapdragon 860, що є варіантом Snapdragon 855+ без підтримки 5G. В якості графічного процесора використовується Adreno 640.
POCO X3 GT та Redmi Note 10 Pro 5G отримали процесор MediaTek Dimensity 1100 5G з графічним процесором Mali-G77 MC9.

### Акумулятор
POCO X3 отримав акумуляторну батарею об'ємом 6000 мА·год, X3 NFC та 3 Pro — 5160 мА·год, а X3 GT та Redmi Note 10 Pro 5G — 5000 мА·год. Також X3 GT та Redmi Note 10 Pro 5G усі мають підтримку швидкої зарядки на 67 Вт, а всі інші моделі — на 33 Вт.

### Камера

#### Основна камера
POCO X3 та X3 NFC отримали основну квадрокамеру 64 Мп, f/1.89 (ширококутний) з фазовим автофокусом + 13 Мп, f/2.2 (надширококутний) з кутом огляду 119° + 2 Мп, f/2.4 (макро) + 2 Мп, f/2.4 (сенсор глибини).
POCO X3 Pro отримав основну квадрокамеру 48 Мп, f/1.79 (ширококутний) з фазовим автофокусом + 8 Мп, f/2.2 (надширококутний) з кутом огляду 119° + 2 Мп, f/2.4 (макро) + 2 Мп, f/2.4 (сенсор глибини).
POCO X3 GT та Redmi Note 10 Pro 5G отримали основну потрійну камеру 64 Мп, f/1.79 (ширококутний) з фазовим автофокусом + 8 Мп, f/2.2 (надширококутний) з кутом огляду 120° + 2 Мп, f/2.4 (макро).
Основна камера всіх моделей має можливість запису відео в роздільній здатності 4K@30fps.

#### Передня камера
POCO X3, X3 NFC та X3 Pro отримали передню камеру 20 Мп, f/2.2 (ширококутний), а X3 GT та Redmi Note 10 Pro 5G — 16 Мп, f/2.5 (ширококутний). Фронтальна камера всіх моделей вміє записувати відео у роздільній здатності 1080p@30fps.

### Екран
Екран IPS LCD, FullHD+ (2400 × 1080) зі співвідношенням сторін 20:9, підтримкою технології HDR10, частотою оновлення екрану 120 Гц та круглим вирізом під фронтальну камеру зверху посередині.
У POCO X3 GT та Redmi Note 10 Pro 5G він має діагональ 6.6" та щільність пікселів 399 ppi, а інші моделі — 6.67" та 395 ppi відповідно.

### Звук
Смартфони отримали стереодинаміки. Динаміки розташовані на верхньому та нижньому торцях. У X3 GT динаміки розроблені спільно з JBL.

### Пам'ять
POCO X3 та X3 NFC продавалися в комплектаціях 6/64, 6/128 та 8/128 ГБ. В Україні POCO X3 NFC офіційно продавався тільки в комплектаціях 6/64 та 6/128 ГБ.
POCO X3 Pro продавався в комплектаціях 6/128 та 8/256 ГБ.
POCO X3 GT продавався в комплектаціях 8/128 та 8/256 ГБ.
Redmi Note 10 Pro 5G продавався в комплектаціях 6/128, 8/128 та 8/256 ГБ.
Також POCO X3 та X3 NFC мають тип пам'яті UFS 2.1, а інші — UFS 3.1.

### Програмне забезпечення
POCO X3 та X3 NFC були випущені на Android 10, а інші моделі — на Android 11. В X3, X3 NFC та X3 Pro він працює зі спеціальною версією MIUI 12 під назвою MIUI для POCO, в X3 GT — з MIUI 12.5 для POCO, а Redmi Note 10 Pro 5G — із звичайною MIUI 12.5.
POCO X3 та X3 Pro були оновлені до MIUI 13 для POCO на базі Android 12, X3 NFC — до MIUI 14 для POCO на базі Android 12, а X3 GT — до MIUI 14 для POCO на базі Android 13. Redmi Note 10 Pro 5G був оновлений до MIUI 14 на базі Android 13.